# Semaine européenne de la vaccination
La Semaine européenne de la vaccination, créée en 2005 par l'Organisation mondiale de la santé - Europe, est un événement visant à sensibiliser à l'importance de la vaccination. En 2009, cet événement est mis en place par 34 pays européens.
L'objectif est de rappeler à la population qu'il est important de se faire vacciner et de mettre à jour ses vaccinations. C'est aussi une occasion de répondre aux questions pratiques de la population sur cette question.
Cet événement part du constat que la non-vaccination représente un risque individuel et collectif considérable, risque aisément évitable.

## France
Le Ministère de la santé et des sports et l'Institut national de prévention et d'éducation pour la santé coordonnent l'événement .
En 2009, en France, la rougeole en a été le thème national en raison de la recrudescence des cas constatés.